# پلانا (کرایوو)
پلانا (به صربی: Plana) یک منطقهٔ مسکونی در صربستان است که در کرالیفو واقع شده‌است.